# Княгинин (Івано-Франківськ)

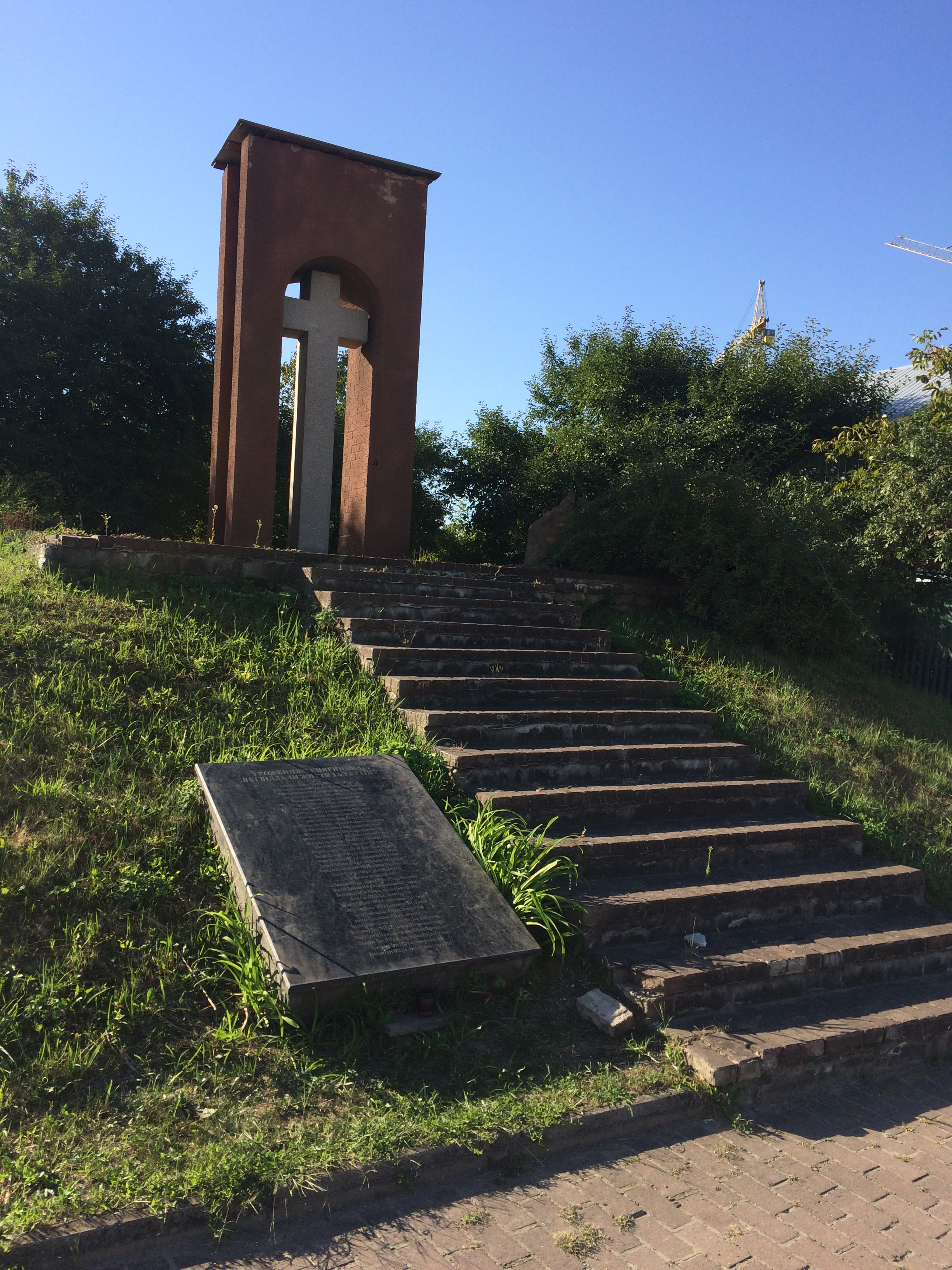
Символічна могила уродженцям Княгинина, полеглим за волю України

Княги́нин — колишнє старовинне село, з ХІХ ст. — передмістя Станиславова (тепер Івано-Франківська), а від 1925 р. — у складі міста.

## Історія
Найраніша згадка про село датована 27 травня 1437 р.  В колі істориків та краєзнавців відсутня єдина думка стосовно етимології назви села. Частина дослідників схильна вважати, що ім’я поселення похідне від слова «княгиня». Нібито, землі, на яких виникло село, перебували у власності дружини князя чи когось з княжої родини. Академік В. Грабовецький більш правдоподібною вважав версію, згідно до якої у назві віднайшло своє відображення інше характерне для регіону тлумачення слова «княгиня» – молода дівчина-наречена. Окремі польські дослідники наполягали на неслов’янському походженні найменування села. Вони виводили назву від слова «кнеї» – тобто пущі, хащі.
На початковому етапі існування Княгинина його землі перебували у феодальній власності кількох дрібних власників, ймовірно, вихідців з колишніх бояр. І тільки пізніше в писемних джерелах з’являються польські імена власників-шляхтичів: Матіаш, Януш, Бартоломей. У податковому реєстрі 1515 року в селі документується 1 лан (близько 25 га) оброблюваної землі. В ході національно-визвольного руху українців під проводом Богдана Хмельницького селяни-бунтівники з Княгинина в 1648 р. знищили місцевий фільварок та брали участь у здобутті Єзупільського замку магната Станіслава Потоцького.
На початку XVIII ст. в населеному пункті проживало не більше кількох десятків родин. У цей час він увійшов до складу Станиславівського ключа маєтків магнатів Потоцьких. До 1792 р. Княгинином володіла Катерина Косаковська з Потоцьких, а вже в першій половині ХІХ ст. село стало домінією міського уряду Станиславова. На 1910 рік у Княгинині проживало 22 133 мешканці, та ще 6 621 мешканець у Княгинин-Колонії..
За Польщі Княгинин набув статусу міської гміни Станиславівського повіту, але не маючи міського права, формально залишався селом. У 1921 році тут проживало 16.554 мешканців – це  був 4-й за чисельністю населення показник у Станиславівському воєводстві (більше тільки в Коломиї, Станиславові та Стриї). 1 січня 1925 року урядовим рішенням Княгинин офіційно приєднали до Станиславова.
6 квітня 1949 року в Княгинині в бою з МДБ загинули члени відділу пропаганди надрайонного проводу ОУН Василь Гросберг, Ганна Соколовська і Ганна Сміжак. За кілька десятиліть, 14 жовтня 1995 року, громада міста в знак пошани до полеглих націоналістів освятила барельєф героїв на спорудженій в Княгинині Скорботній стіні.

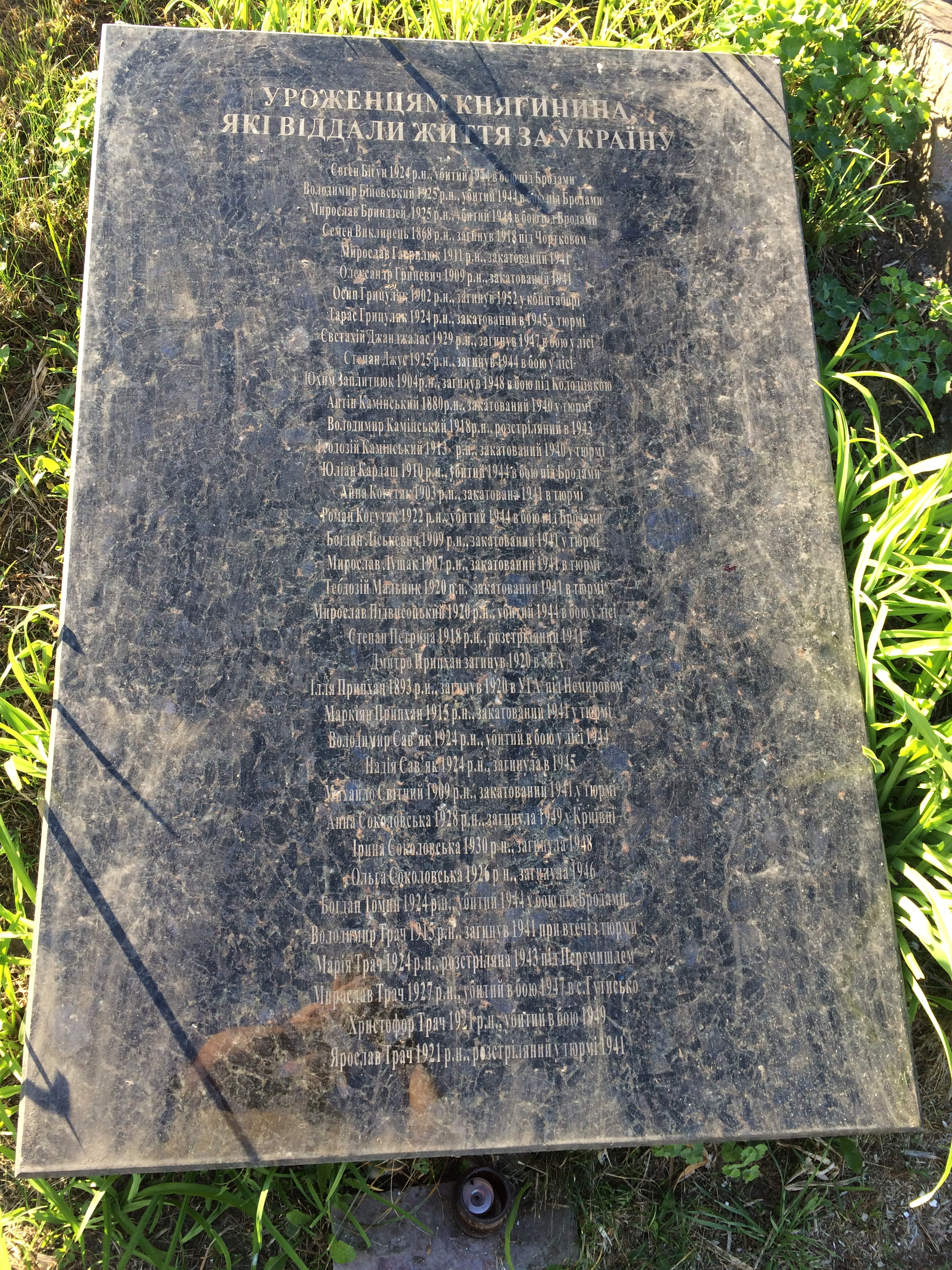
Стела символічної могили Княгинина
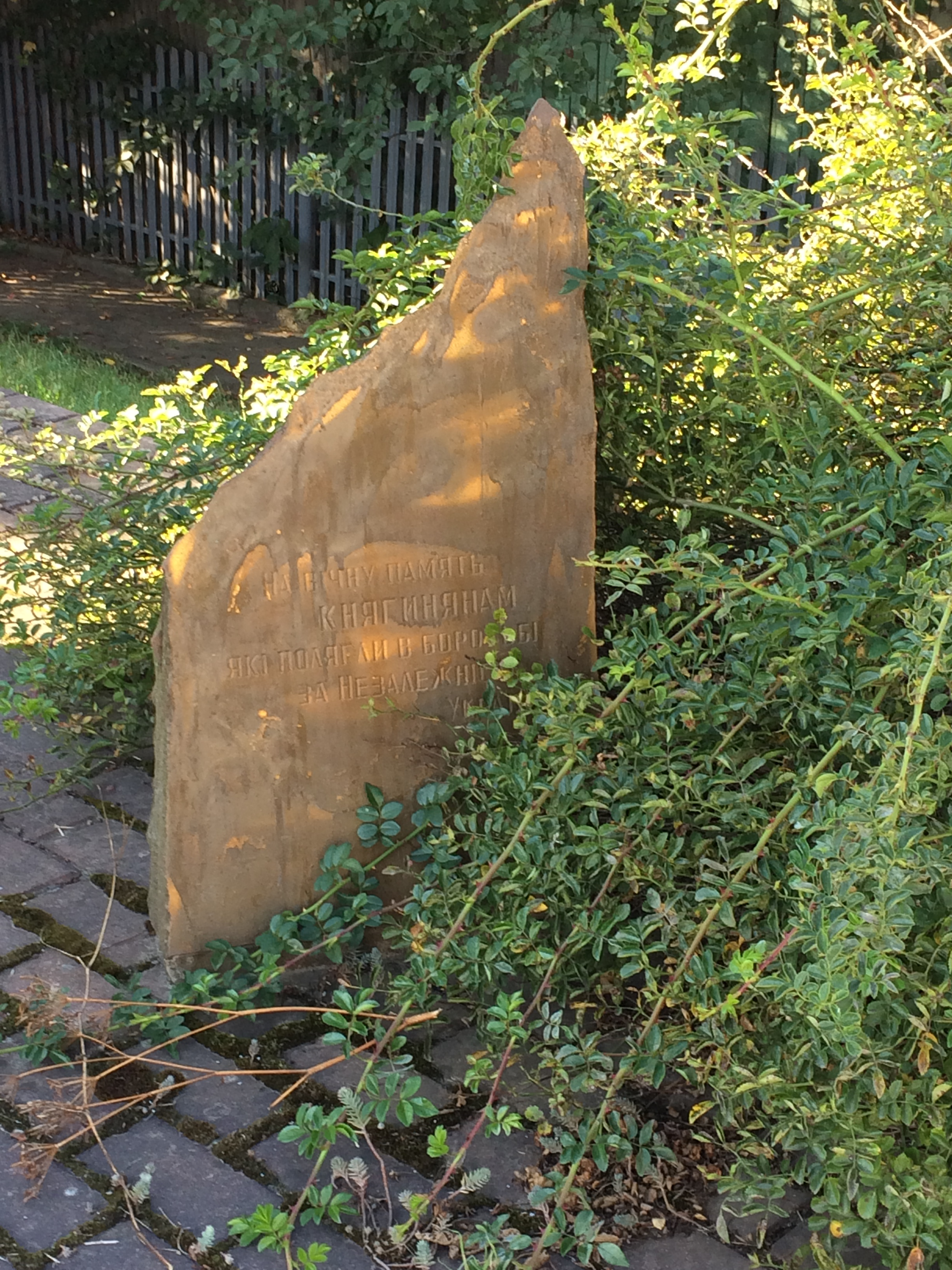
Посвята символічної могили уродженцям Княгинина

## Відомі люди

### Народилися
- Антін Баландюк (1893—1953) — український січовий стрілець, стрілець УГА, ініціатор та учасник мандолінового гуртка УСС та один із учасників смичкового квартету УСС. Автор мелодій до стрілецьких пісень.
- Іван Когутяк (1893—1968) — директор і актор Театру в Станиславові, антрепренер і актор «Українського Рухомого Драматичного Театру».
- Діонисій Дмитро Ткачук (1867— 1944) — український церковний діяч.
- Христофор Йосипович Трач (1921—1949) — український військовик, поручник УПА, командир куреня «Смертоносці», Лицар Бронзового Хреста Бойової Заслуги.
- Богдан Ясінський (1923—2002) — громадський діяч української діаспори у США, педагог і бібліотекознавець, провідний спеціаліст відділу україніки в Бібліотеці Конгресу США.
- Микола Ясінський — провідний бойовик Летючої Бригади УВО, бойовий референт окружної екзекутиви ОУН у Станиславові.

### Проживали, перебували
- Карл Бенуа — капітан-інженер
- Павел Бенуа — син Карла, варшавський каштелян, інстигатор коронний.[6]